# Eichendorffschule (Kelkheim)
Die Eichendorffschule ist eine kooperative Gesamtschule mit gymnasialer Oberstufe im Stadtteil Münster von Kelkheim (Taunus) in Hessen. Die Bildungsgänge der Hauptschule, der Realschule sowie der Sekundarstufen I und II des Gymnasiums werden hier in einer Schule vereint. Die Eichendorffschule ist eine Schule mit musikalischem Schwerpunkt.
An der Schule werden ca. 1450 Schüler unterrichtet, davon rund zwei Drittel Gymnasiasten. Der Gymnasialzweig ist in der Regel vierzügig, der Realschulzweig zweizügig und der Hauptschulzweig einzügig. Die Oberstufe hat etwa eine Breite von 100–140 Schülern pro Jahrgang. Das Kollegium setzt sich aus ca. 130 Lehrkräften zusammen.

## Geschichte

### Entstehung der Eichendorffschule
Die Geschichte der Eichendorffschule ist eng verknüpft mit der heutigen Pestalozzi-Grundschule. Diese beheimatet zunächst eine Volksschule (1.–8. Klasse). Nachdem die Volksschulen 1964 in der BRD aufgelöst werden, wird aus der Pestalozzischule eine Grund-, Haupt- und Realschule, nur zwei Jahre später (1966) wird die Grundschule jedoch organisatorisch selbstständig. Beide Schulen teilen sich zunächst weiterhin das Schulgelände.
Erst 1972 zieht die Realschule in eines der fünf vom Main-Taunus-Kreis baugleich errichteten Gebäude am Stadtrand. Aus der Realschule wird eine Kooperative Gesamtschule mit drei Zweigen (Hauptschule, Realschule und Gymnasium) sowie einer Förderstufe (1992 abgeschafft) – allerdings ohne Oberstufe. Seit 1974 trägt diese den Namen Eichendorffschule. 1976 erhält die Schule einen Anbau für den Unterricht in den Naturwissenschaften sowie eine Turnhalle.

### Gymnasiale Oberstufe
Auf Druck der lokalen Politik und der Elternschaft entstand in Kelkheim erstmals 1977 eine Gymnasiale Oberstufe als Dependence des Eichwald-Gymnasiums Sulzbach. Nach Auszug der Realschule aus dem Gebäude in der Pestalozzistraße zog die Gymnasiale Oberstufe in das Gebäude ein, so dass Oberstufenstufenschüler und Grundschüler sich das Gelände teilten. Nachdem das Eichwald-Gymnasium nur ein Schuljahr später in eine Gesamtschule ohne Oberstufe umgewandelt wurde, wurde die Kelkheimer GOS zu einer Dependence des Schwalbacher Oberstufengymnasiums, das die Sulzbacher Oberstufenschüler übernahm. Erst 1981 wurde die Kelkheimer Oberstufe selbstständig (Erlass des Kultusministeriums vom 14. Mai 1981). Auf Beschluss der Gesamtkonferenz vom 25. April 1983 erhielt die Schule mit Wirkung vom 23. November 1987 den Namen Immanuel-Kant-Schule (IKS).
Zahlreiche Probleme und Raumnot angesichts wachsender Schülerzahlen erforderten eine Neustrukturierung der Kelkheimer Schullandschaft, sodass die GOS 1988 in das Gebäude der Eichendorffschule zog (zur Diskussion standen auch die Auflösung der Grundschule und der Verbleib der GOS am Standort sowie ein Umzug in die Fischbacher Staufenschule und die Zuweisung der Fischbacher Schüler an die Eichendorffschule). Formal existierten damit zwei Schulen unter einem Dach. 2002 fusionierten EDS und IKS zu einer Schule.
Von 1979 bis 1995 leitete Willi Frenz die Oberstufen-Schule, gefolgt von Dietrich Bergen.

### Fusion mit der Staufenschule Fischbach
2006 übernahm die Eichendorffschule die Staufenschule in Kelkheim-Fischbach, welche aber 2013 als Gesamtschule Fischbach wieder unabhängig wurde.

### Schulleiter
- 1972–1980: Joachim Kuzay (1930–2018)
- 1981–1997: Gerhard Kutschker
- 1997–2009: Horst Ackermann
- 2009–2013: Volker Stender-Mengel
- seit 2014: Stefan Haid

## Musikalischer Schwerpunkt
In der 5. und 6. Klasse gibt es im Gymnasialzweig klassenübergreifend ein Orchester-, ein Chor- und ein Instrumental-Projekt sowie eine eigene Bläserklasse. Hier lernen die Schüler gemeinsam zu musizieren. Anschließend findet die musikalische Förderung im Rahmen von AGs statt, aber auch in den höheren Klassen wird das Singen oft wieder aufgegriffen. Im Laufe der Zeit hat sich ein breites Spektrum vom Kammerorchester bis zur Concert Band entwickelt. Die einstudierten Werke werden in zahlreichen Konzerten der Schulgemeinde und der Öffentlichkeit präsentiert.
Seit 2016 finden alle zwei Jahre am Schuljahresende Open-Air-Konzerte namens Plansch im Freibad Kelkheim statt. Neben den Schülern treten hier auch weitere Acts wie Matthias Vogt, Lui Hill und die Band Johann Sebastian Bass auf. Da das Plansch 2021 wegen der Corona-Pandemie nicht unter normalen Bedingungen stattfinden konnte, wurde das Konzert durch eine live übertragene Zirkusveranstaltung ersetzt, die von Kika-Moderator Juri Tetzlaff moderiert wurde. Stargast war der österreichische Sänger Onk Lou. 2023 wurde das Plansch um einen zweiten Konzertabend unter dem Namen Plansch-XXL erweitert, an welchem sechs weitere Schulen mit musikalischem Schwerpunkt auftraten. Als Hauptakt standen hierbei 1000 Schüler gemeinsam mit dem Sänger Malik Harris auf der Bühne.

## Junior Premium-Schule
Seit dem Schuljahr 2014/15 nimmt die Schule regelmäßig am Junior-Projekt des Instituts der deutschen Wirtschaft teil und erzielte dabei regelmäßige Erfolge. Im Rahmen des Projektes gründen Schüler der E-Phase (11. Klasse) ein eigenes Unternehmen, entwickeln eine Geschäftsidee und setzen diese auch um. Als bisher einzige hessische Schule, vertrat die Eichendorffschule 2022 mit ihrer Schülerfirma „Carducation“ Deutschland beim internationalen Schülerfirmen-Wettbewerb Gen-E in Tallinn.
| Schuljahr | Unternehmen    | Geschäftsidee                                                                 | Erfolg                                                                                           |
| --------- | -------------- | ----------------------------------------------------------------------------- | ------------------------------------------------------------------------------------------------ |
| 2014/15   | wallaby        | Herstellung von Beuteln aus alten Jeans                                       | Teilnahme am Landeswettbewerb Hessen                                                             |
| 2015/16   | recigees       | Kochbuch mit Gerichten und Geschichten von Flüchtlingen                       | 2. Platz beim Landeswettbewerb Hessen                                                            |
| 2016/17   | Bavolution     | Upcycling von alten Büchern und Altglas zu Bad-Accessoires                    | 1. Platz beim Landeswettbewerb Hessen / Teilnahme am Bundeswettbewerb                            |
| 2017/18   | mapled         | Herstellung von Laptopkissen durch Upcycling                                  | 1. Platz beim Landeswettbewerb Hessen / Teilnahme am Bundeswettbewerb                            |
| 2018/19   | REGames        | Entwicklung eines regionalen Brettspiels                                      | 1. Platz beim Landeswettbewerb Hessen / Teilnahme am Bundeswettbewerb                            |
| 2019/20   | Local Foodture | Entwicklung einer Website zur Förderung regionaler Produkte                   | 2. Platz beim Landeswettbewerb Hessen                                                            |
| 2020/21   | UP³            | Upcycling von alten Kfz-Kennzeichen                                           | 1. Platz beim Landeswettbewerb Hessen / Teilnahme am Bundeswettbewerb                            |
| 2021/22   | Carducation    | Entwicklung von Kartenspielen                                                 | 1. Platz beim Landeswettbewerb / 1. Platz beim Bundeswettbewerb / 3. Platz beim Europawettbewerb |
| 2022/23   | Stilolab       | Entwicklung von Aufsätzen für digitale Stifte                                 | 1. Platz beim Landeswettbewerb Hessen / Teilnahme am Bundeswettbewerb                            |
| 2023/24   | Vintaged Games | Entwicklung von in VHS-Kassetten verpackten generationsübergreifenden Spielen | 1. Platz beim Landeswettbewerb Hessen / 2. Platz beim Bundeswettbewerb                           |
| 2024/25   | Copeable       | Ratgeber bei Alltagsproblemen von Jugendlichen                                |                                                                                                  |

## Pädagogische Arbeit

### Fremdsprachen
Es werden die Fremdsprachen Englisch, Latein, Französisch und Spanisch unterrichtet. Ebenso wird die Möglichkeit geboten, das Cambridge Certificate in Englisch und das DELF-Zertifikat in Französisch zu erwerben.

### Austausche
Im Rahmen kommunaler Partnerschaften finden regelmäßig Schüleraustausche mit der Partnerstadt Langeais in Frankreich und dem Partnerkreis Loudoun County, Virginia in den USA statt.
2019 gab es einen Austausch mit Medicine Hat (Alberta, Kanada). Regelmäßige Austausche finden mit Bratislava in der Slowakei und Villena in Spanien statt.
In der Vergangenheit fanden Schüleraustausche mit Saint Fons (erstmals 1974) und High Wycombe (erstmals 1987) und Belfair (erstmals 1996) statt. Die IKS pflegte von 1991 bis 1997 Schüleraustausche mit Russland.

### Theater
Die Eichendorffschule besitzt eine lange Theatertradition. Über die Schulgemeinschaft hinaus bekannt geworden sind vor allem die Inszenierungen von Brigitte Hofmeister-Zey, die seit 1980 aktiv ist. Sie sind zum festen Bestandteil der Kelkheimer Kulturlandschaft geworden. 1986 erhielt die Theatergruppe den Kulturförderpreis der Stadt Kelkheim. Mehrfach waren Theatergruppen der Eichendorffschule bei den Hessischen Schultheatertagen (1983 mit dem Urfaust, 1986 im Frankfurter Theater im Turm mit Kabale und Liebe von Friedrich Schiller). Auch nach ihrer Pensionierung leitet sie weiterhin Theatergruppen. Zu den aufgeführten Werken gehören beispielsweise:
- William Shakespeare: Ein Sommernachtstraum (1981)
- William Shakespeare: Was ihr wollt (1984)
- Arthur Miller: Hexenjagd (1985)
- Aristophanes: Lysistrata (1987)
- Caron de Beaumarchais: Figaros Hochzeit (1989)
- Carl Orff: Die Bernauerin (1991)
- Friedrich Schiller: Die Räuber (1992)
- Johann Wolfgang von Goethe: Clavigo (1994)
- Molière: Don Juan (2001)
- Carlo Goldoni: Diener zweier Herren (2005)
- William Shakespeare: Maß für Maß (2007)
- Gotthold Ephraim Lessing: Minna von Barnhelm (2008)
- William Shakespeare: Macbeth (2008)
- Heinrich von Kleist: Das Käthchen von Heilbronn (2011)
- William Shakespeare: Viel Lärm um nichts (2012)
- Jean Anouilh: Antigone (2013)
- Gotthold Ephraim Lessing: Nathan der Weise (2017)
- Aischylos: Die Perser (2019)
- Thomas Heywood: The Fair Maid of the West (2023)
- Carlo Goldoni: Der Diener zweier Herren (2024)

Darüber hinaus gibt es verschiedene AGs in der Mittel- sowie in der Oberstufe, welche ebenfalls Stücke aufführen. Auch im Fach Darstellendes Spiel, welches als Alternative zu Musik oder Kunst als kunstvermittelndes Fach in der Oberstufe gewählt werden kann, werden regelmäßig Stücke einstudiert.

## Förderverein
Zur Unterstützung der Schule gibt es seit dem Jahr 2000 den „Verein der Freunde und Förderer der Eichendorffschule e.V.“. Dieser unterstützt vor allem das Ganztagsangebot der Schule sowie die Beschaffung, Wartung und Verleih von Musikinstrumenten. Zum Förderverein gehört auch ein Alumni-Netzwerk.

## Persönlichkeiten
Bekannte Persönlichkeiten, die die Eichendorffschule besucht haben:
- Matthias Röhr (* 1962), deutscher Gitarrist, unter dem Spitznamen Gonzo Mitglied der Rockband Böhse Onkelz[19]
- Christoph Hartnack (* 1963), Professor für Physik (Studiengang „Nukleare Sicherheit“) am „IMT Atlantique“ (Institut Mines-Télécom) in Nantes
- Jan Liebermann (* 2005), deutscher Organist
- Andreas Beck (* 1965), Intendant am Bayerischen Staatsschauspiel (Residenztheater)
- Roman Maria Koidl (* 1967), Unternehmer, Kunsthändler und Autor
- Ronald Reng (* 1970), Sportjournalist und Autor
- Mimi Fiedler (* 1975), Schauspielerin
- Katharina Wilhelm (* 1983), ARD-Korrespondentin in Los Angeles
- Andreas Bornemann (* 1994), Handballspieler (ASV Hamm-Westfalen)
- Lukas Schauder (* 1997), Mitglied des hessischen Landtages für Bündnis 90/Die Grünen